# Бней Акива
Бней Акива (ивр. בְּנֵי עֲקִיבָא‎, «Сыновья Акивы») — молодёжное крыло религиозно-сионистского рабочего движения Ха-поэль ха-мизрахи, названное в честь рабби Акивы. Основано в Иерусалиме в 1929 году. Духовным вождем движения был верховный раввин Аврахам Ицхак Кук.

## История создания
После Первой мировой войны Лига Наций вручила Британии мандат на Эрец-Исраэль. Еврейские пионеры, поселенцы в Эрец-Исраэль прилагали серьёзные усилия для создания своей Родины. Это были годы третьей алии в Эрец-Исраэль. В этот период были основаны федерация профсоюзов, Гистадрут и еврейская организация самообороны Хагана.
Для этой алии была характерна идеология создания сильных групп. Её основным направлением было стремление создать новое еврейское общество, «нового еврея». По их мнению, для достижения цели надо было оставить «устаревшую» еврейскую традицию с её культурой и традициями.
Рабочее движение «Ха-Поэль ха-мизрахи» объединявшее религиозных трудящихся столкнулось в то время со многими трудностями. Гистрадут и рабочие комитеты всячески мешали религиозным сионистам и делали все, чтобы членов движения не брали на работу. Еврейский национальный фонд (Керен Каемет) отвечал за распределение земли. В нём, как и в большинстве госструктур, руководящие позиции занимали представители левых партий. Землю получали все, но не Ха-Поэль ха-мизрахи. С другой стороны, несионистские и антисионистские круги также враждебно относились к движению. В это тяжёлое время гонений и экономических репрессий новое поколение начало присоединяться к секулярным молодёжным движениям «Ха-Ноар Ха-Овед», «Цофим» и отходить от религии и традиции.
Было решено создать религиозное молодёжное движение. Лидеры видели в движении противовес секулярно-социалистической идеологии. «Ха-Поэль ха-мизрахи» была воплощением религиозно-сионистских идеалов: «Земля Израиля, для народа Израиля, по Торе Израиля». Поселение на земле и её обработка были одними из важнейших принципов. В этом духе и было решено воспитывать подрастающее поколение.
Движение «Бней-Акива» было основано в 1929 году Ехиэлем Элиашем и должно было стать альтернативным молодёжным движением для религиозных сионистов, кроме существовавших уже «Хашомер-Хацаир» и «Бейтар», ассоциировавшихся с левым и правым политическими лагерями в еврейском Ишуве Эрец-Исраэль.
Движение названо в честь известного талмудического мудреца рабби Акивы, чья личная судьба должна была стать примером для воспитания сионистской религиозной молодёжи. Будучи в молодые годы пастухом, рабби Акива в зрелом возрасте круто изменил свою жизнь, посвятив весь её остаток изучению и преподаванию Торы, а в годы восстания Бар-Кохбы призвал всех своих учеников под его знамёна, и погиб впоследствии как герой. Совмещение труда, учёбы и воинской доблести должно было служить идеалом нового поколения, возрождающего еврейское государство.
Впоследствии многие подобные организации в диаспоре встали под флаги нового движения.
Ныне «Бней Акива» является крупнейшим сионистским молодёжным движением в мире. В Израиле «Бней Акива» является третьим по размеру молодёжным движением (следуя за движением «Еврейских бойскаутов» и за организацией «Ха-Ноар ха-Овед ве-ха-Ломед»): по данным на май 2010 года в ряды движения в Израиле входили 28 136 членов — 16 % молодёжи Израиля, входящей в молодёжные движения.

## Идеология
Как первопроходческое сионистское движение, Бней Акива верит, что важнейшая заповедь иудаизма — возвратиться в Землю Израиля, поэтому важная часть деятельности движения — поддержка патриотического поселенческого движения. Члены движения верят, что защищать Израиль — это важная заповедь, поэтому все воспитанники служат в армии — в основном в боевых войсках. Движение считает, что еврейская молодёжь диаспоры должна осознаватъ, что еврейское государство нуждается в них, а они нуждаются в еврейском государстве. Бней Акива верит, что через соблюдение заповедей и работу на земле Израиля еврейская молодёжь может достигнуть самореализации.
Воспитанники и воспитанницы Бней Акива традиционно занимают активную жизненную позицию, проявляющуюся в участии во множестве волонтёрских программ, во время службы в ЦАХАЛ или альтернативной службе для девушек.

## Организационная структура
В Израиле, движение «Бней Акива» связано с Религиозным кибуцным движением и Национально-религиозной партией. Оно подчиняется Национальному управлению. За пределами Израиля, местные отделения «Бней Акива» находятся под эгидой Всемирной организации движения Бней Акива.
В каждой стране где есть её филиалы, «Бней Акива» управляет сетью субботних групп, летних лагерей, семинаров и пр.

## Символы «Бней Акива»

### Герб
На гербе движения изображены ряд предметов-символов связанных с различными аспектами идеологии «Бней Акива».
Растения и сельскохозяйственные орудия символизируют прямую связь с Землёй Израиля.
Каменные скрижали — символ Торы.
Две начальные буквы слов «Тора и Авода» («тав» и «аин»), перевязанные лентой с надписью «Бней Акива», символизируют два аспекта, которые не могут существовать друг без друга — это Тора и благородный труд на земле Израиля, что символизирует и лента, которой связаны скрижали и символы сельского хозяйства.

### Гимн
Гимн движения создан Рабби Моше Цви Нерия (Хавер Минкин), который был в числе первых активистов движения. Гимн впервые исполнен во время праздника Суккот в 1932 году в Кфар-Саве. Вскоре Гимн стал одним из неотъемлемых символов движения. Слова немного менялись, и в начале 1950-х гг. мотив также изменился.
Подстрочный перевод:
יד אחים לכם שלוחה, הנוער החביב
К вам простёрта братская рука, милая молодёжь,
על דגלנו כולכם, חנו מסביב
Собирайтесь все вокруг нашего флага,
יזהיר לכם כוכב תורה
Пусть вам светит звезда Торы,
דרככם סוגה בעבודה
Пусть ваш путь будет полон труда.*
,בלב אמיץ ובעזרת ה', עלה נעלה
С храбрым сердцем и с Божьей помощью мы взойдём,
!קדימה בני-עקיבא, הידד במעלה
Вперёд, Бней Акива, ура, к высотам!
מולדת זו, ארץ אבות, ארצנו הקדושה
Эта Родина, Земля предков, наша Святая земля
מידי אביר-יעקב לנו מורשה
Завещана нам Владыкою Яакова,**
ראשינו בעמקי תורתה
Наши мысли погружены в глубины её Торы,***
כפינו ברגבי אדמתה
Наши руки перебирают комья её почвы,****
,בלב אמיץ ובעזרת ה', עלה נעלה
С храбрым сердцем и с Божьей помощью мы взойдём,
!קדימה בני-עקיבא, הידד במעלה
Вперёд, Бней Акива, ура, к высотам!
*Дословно: «Ваш путь будет огорожен трудом», игра слов на основе идиомы «Путь огорожен кустами роз» (הדרך סוגה בשושנים), то есть лёгок и приятен.
**«Абир-Яаков» — Бог (Берешит (Бытие) 49:24), в синодальном переводе «Мощный Бог Иакова»
***Дословно: «Наши головы в долинах/глубинах её Торы/её учения».
 ****Дословно: «Наши руки в комьях её земли».

## Лексикон Бней Акива
| Иврит | Звучание | Дословный перевод на русский | Пояснения |
| ----- | -------- | ---------------------------- | --- |
| שבט   | Шевет    | Племя                        | «Поколение», то есть возрастная группа (годичный набор) членов движения. Название «поколения» не повторяется в последующие года и относится всегда к данному поколению.      |
| סניף  | Сниф     | Филиал                       | Местное отделение движения, как правило, для проведения мероприятий на еженедельной основе.                                                                                  |
| מדריך | Мадрих   | Инструктор                   | Советник, руководитель группы |
| חניך  | Ханих    | Воспитанник                  | Член движения |
| הכשרה | хахшара  | Подготовка                   | Каникулярные программы для выпускников средней школы в Израиле. Существуют различные программы, но и все они обязательно включают элементы изучения Торы и других предметов. |
| שליח  | Шалиах   | Эмиссар                      | Всемирное движение посылает эмиссаров в местные отделения в страны диаспоры. Идея заключается в изучении иврита, поощрении репатриации и пр.                                 |